# Bhedsur, Chitapur
Bhedsur là một làng thuộc tehsil Chitapur, huyện Gulbarga, bang Karnataka, Ấn Độ.